# Утакмице фудбалске репрезентације Мађарске 1937.
| Домаћин · 1937 | Гост · 1937 |

Фудбалска репрезентација Мађарске је током 1937. године одиграла седам утакмица, од којих су пет биле утакмице Европског купа, а остале пријатељске. Тим је победио у четири утакмице које су игране у Купу Европе, једина коју је изгубио ове године у том такмичењу је била против репрезентације Италије у Торину са резултатом од 2 : 0. Први пут су успели да савладају швајцарску репрезентацију у гостима, резултат је био 5 : 1. Ђерђ Шароши, који је у одличној форми. постигао је седам голова против једног од најбољих голмана тог времена, Планичке, на утакмици против Чехословачке 17. септембра.
Савезни селектор националног тима у овом периоду је био:
- Карољ Диц др.

## Утакмице
| Швајцарска  | 1 : 5 (0 : 2) | Мађарска                                      |
| ----------- | ------------- | --------------------------------------------- |
| Г. Аеби 58’ | Извештај      | Шароши 26’ · Женгелер 41’ 59’ 70’ · Дудаш 77’ |

| Италија                 | 2 : 0 (1 : 0) | Мађарска |
| ----------------------- | ------------- | -------- |
| Колауси 33’ · Фроси 81’ | Извештај      |          |

| Мађарска   | 1 : 1 (0 : 1) | Југославија |
| ---------- | ------------- | ----------- |
| Чех II 60’ | Извештај      | Лешник 42’  |

| Мађарска            | 2 : 2 (1 : 2) | Аустрија      |
| ------------------- | ------------- | ------------- |
| Шаш 2’ · Чех II 83’ | Извештај      | Песер 13’ 45’ |

| Мађарска                                          | 8 : 3 (2 : 2) | Чехословачка                      |
| ------------------------------------------------- | ------------- | --------------------------------- |
| Женгелер 15’ · Шароши 34’ 51’ 60’ 62’ 77’ 80’ 85’ | Извештај      | Риха 21’ · Рулц 26’ · Неједли 65’ |

| Аустрија  | 1 : 2 (0 : 1) | Мађарска                |
| --------- | ------------- | ----------------------- |
| Строх 73’ | Извештај      | Шароши 21’ · Чех II 85’ |

| Мађарска              | 2 : 0 (1 : 0) | Швајцарска |
| --------------------- | ------------- | ---------- |
| Шароши 3’ · Толди 63’ | Извештај      |            |

## Играчи репрезентације
| - Ђерђ Шароши - Ђула Женгелер - Јанош Дудаш - Ласло Чех - Ференц Шаш - Геза Толди - Пал Титкош |